# Liste der Fornminnen in Attmar

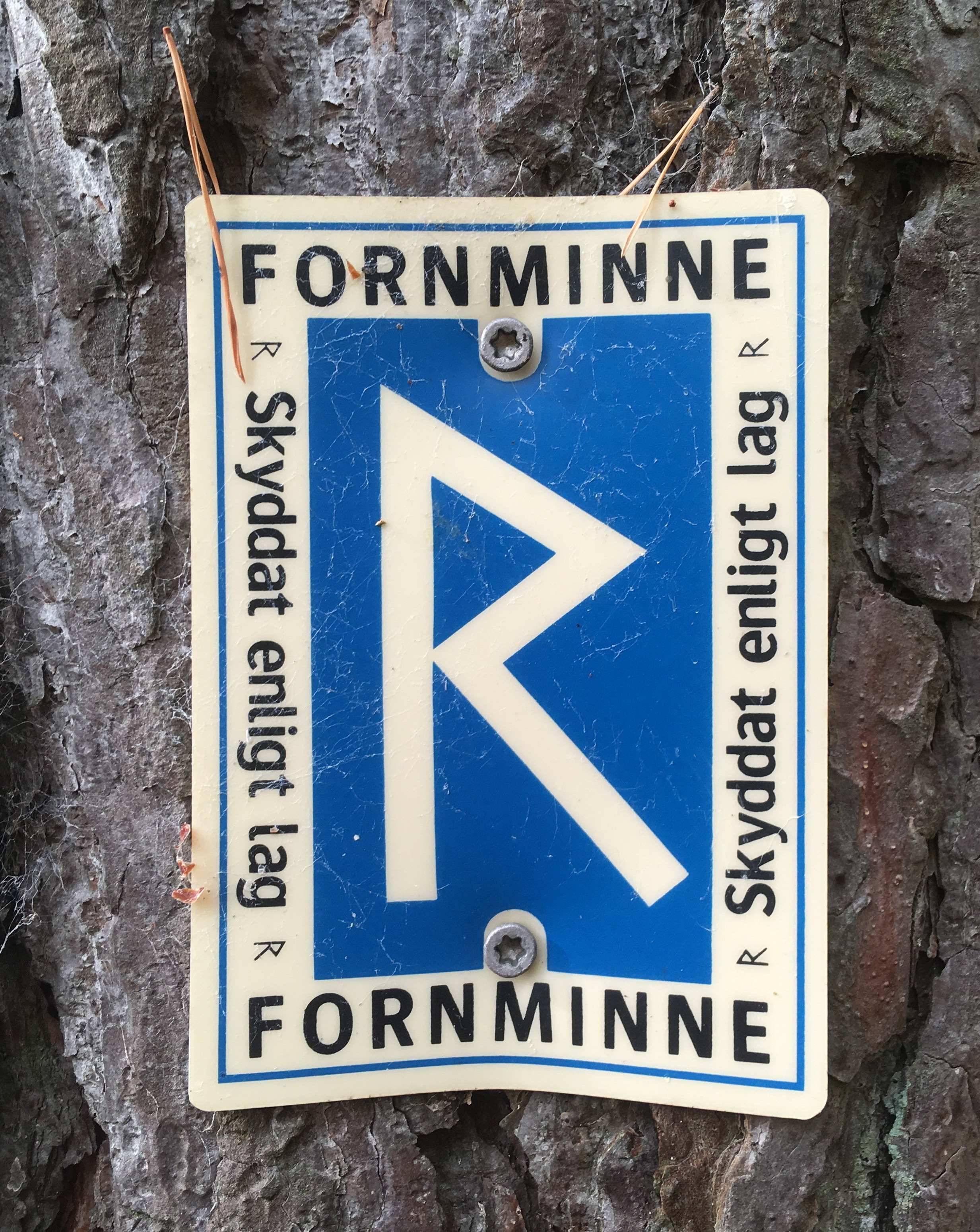
Zeichen für „Fornminnen“ in Schweden

Diese Liste der Fornminnen in Attmar zeigt die „Alten/antiken Denkmale“ (schwedisch fornminnen) im ehemaligen Socken Attmar in der heutigen Gemeinde Sundsvall der schwedischen Provinz Västernorrlands län, sie ist eine Teilliste der „Liste der Fornminnen in Västernorrland“. Die Aufteilung basiert auf der historischen Zuordnung der Gebiete in Socken (siehe auch) und der Einteilung des Zentralamts für Denkmalpflege Riksantikvarieämbetet (RAÄ). Es werden die Fornminnen aufgeführt, die auf dem Suchdienst „Fornsök“ registriert sind, welcher weitere Informationen zu den bekannten kulturhistorischen Überresten in Schweden enthält.

## Begriffserklärung
Fornminnen (schwedisch für alte/antike Denkmale oder archäologische Funde) sind in Schweden alte Objekte und archäologische Funde (Fornlämningar), welche die Überreste menschlicher Aktivitäten in der Vergangenheit bezeichnen, die durch frühere Nutzung entstanden sind und dauerhaft aufgegeben wurden. Dabei gilt für Fornminnen, die vor 1850 entstanden sind, dass sie automatisch durch das Gesetz geschützt sind. Aber auch jüngere Überreste können zu Bodendenkmalen erklärt werden, wenn sie sich an ihrem ursprünglichen Standort befinden und weitgehend erdgebunden sind. Als Fornminnen zählen u. a. Siedlungen und Siedlungsreste aus prähistorischer Zeit, Gräber und Grabstätten, Burgruinen, Ruinen von Klöstern, Kirchen und Schlössern, Steine und Felsen mit Inschriften und Bildern (z. B. Runensteine und Petroglyphen), insofern sie nicht schon als Einzeldenkmal unter Byggnadsminnen (schwedisch für Baudenkmale) oder kyrkliga Kulturminnen (schwedisch für kirchliches Kulturgut) ausgewiesen sind.

## Legende
| ID           | = | ID.Nr. des Denkmalregisters (Fornsök) im schwedische Amt für nationales Kulturerbe (Riksantikvarieämbetet (RAÄ)) |
| Lage         | = | Koordinatenangabe des Standorts                                                                                  |
| Bezeichnung  | = | Bezeichnung des Denkmalobjekts (auch RAÄ-Nr.)                                                                    |
| Beschreibung | = | Name (Denkmaltyp/Dokumentenverweis im Arkivsök) sowie eine kurze Beschreibung des Objekts                        |
| Bild         | = | Bild des Objekts sowie Verweis auf weitere Bilder                                                                |

## Liste Fornminnen Attmar
| ID             | Lage    | Bezeichnung (RAÄ-Nr.)   | Beschreibung | Bild           |
| -------------- | ------- | ----------------------- | --- | -------------- |
| 10245100020001 | (Karte) | Attmar 2:1              | Attmar 2:1 (Hügelgrab / L1936:5450) rundes (etwa 13 m Durchmesser) Hügelgrab (auch als schwedisch „Kullen“ bezeichnet) neben Grundstück Kullenvägen 15 (86492 Matfors) in der Ortschaft Lucksta am südwestlichen Ufer des Sees Marmen (der östlichste See am Flusslauf des Ljungan) mit vergleichsweise großen Steinen (bis zu 1,3 m groß) und einer mittigen runden Grube (etwa 2,8 m Durchmesser); bewachsen und tw. durch Ausgrabungen und Hausbau beschädigt. | Weitere Bilder |
| 10245100030001 | (Karte) | Attmar 3:1              | Attmar 3:1 (Hügelgrab / L1936:4821) rundes (etwa 9 m Durchmesser) Hügelgrab im Osten von Lucksta am Westufer des Sees Marmen (bei Grundstück Kullenvägen 13) mit einer Randkette an größeren Steinen, der Ostteil wurde tw. ausgegraben und mit Ziegeln aufgefüllt, mit Sträuchern und Bäumen bewachsen; ein weiteres Hügelgrab Attmar 3:1 (L1936:4822) wurde 1982/1983 ausgegraben und dabei Fundstücke aus der Eisenzeit geborgen. | Weitere Bilder |
| 10245100040001 | (Karte) | Attmar 4:1 Attmarstenen | Attmar 4:1 (Runenstein / L1936:4877 / M 5) ca. 2,25 m hoher und etwa 1 m breiter Granit-Runenstein (auch als schwedisch „Attmarstenen“/„Medelpads runinskrifter 5“ bekannt) am Friedhof der Kirche Attmar. Auf der Südseite befindet sich eine Inschrift in Form von Schlangenbändern um ein Kreuz in der Mitte. Der Stein wurde 1875 etwa 180 m südöstlich des heutigen Standorts entdeckt und seine Inschrift lautet: „Hakon let retta stæin þenna æftiʀ Skygna, broður sinn, ok æftiʀ Alþruði, moður sina. Guð hialpi þæiʀa salu ok Guðs moðiʀ“ sinngemäß übersetzt: „Håkan ließ diesen Stein zum Gedenken an seinen Bruder Skygne und seine Mutter Altrud errichten. Gott und die Mutter Gottes stehen ihren Seelen bei.“ Der Stein ist mit einem Holzdach darüber und mit einer Hinweistafel daneben versehen, direkt rechts daneben steht Runensteinfragement Attmar 4:2 (L1936:5433) | Weitere Bilder |
| 10245100040002 | (Karte) | Attmar 4:2              | Attmar 4:2 (Runenstein / L1936:5433 / M 4) Fragment eines Granit-Runenstein (auch als schwedisch „Medelpads runinskrifter 4“ bekannt) am Friedhof der Kirche Attmar, links daneben steht der Runenstein Attmar 4:1 (L1936:4877). Das Fragment wurde etwa 90 m westlich des heutigen Standorts gefunden, ist etwa über 1 m groß und zwischen 0,73 und 0,95 m breit; Teile des Kreuz und der Inschrift sind erkennbar, welche nur noch tw. entzifferbar ist und lautet: „...oki/ugi ræisti st ... for austr meðr Ing...ri ...kaðu ... stæin þenna“, was sinngemäß übersetzt heißen könnte: „...óki/ugi hob den Stein auf ... reiste mit Ingvarr nach Osten ... markierte diesen Stein“ | Weitere Bilder |
| 10245100050001 | (Karte) | Attmar 5:1              | Attmar 5:1 (Hügelgrab / L1936:5434) rundes (etwa 12 m Durchmesser) Hügelgrab am Weststrand des Sees Marmen, etwa 250 m nördlich der Kirche Attmar. Teile des Hügels sind durch Ackerbau eingeebnet, im Norden ist noch eine (etwa 3 m Durchmesser) Grube und am Ostrand größere Steine erkennbar. Bei Ausgrabungen um 1900 wurden in einer Holzkiste u.a. mehrere Bronze-Fundstücke geborgen. | Weitere Bilder |
| 10245100080001 | (Karte) | Attmar 8:1              | Attmar 8:1 (Hügelgrab / L1936:4808) Beschreibung ergänzen | Weitere Bilder |
| 10245100080002 | (Karte) | Attmar 8:2              | Attmar 8:2 (Hügelgrab / L1936:5380) Beschreibung ergänzen | Weitere Bilder |
| 10245100100001 | (Karte) | Attmar 10:1             | Attmar 10:1 (Steinsetzung / L1936:5454) Beschreibung ergänzen | Weitere Bilder |
| 10245100120001 | (Karte) | Attmar 12:1             | Attmar 12:1 (Hügelgrab / L1936:5679) Beschreibung ergänzen | Weitere Bilder |
| 10245100130001 | (Karte) | Attmar 13:1             | Attmar 13:1 (Hügelgrab / L1936:5681) Beschreibung ergänzen | Weitere Bilder |
| 10245100140001 | (Karte) | Attmar 14:1             | Attmar 14:1 (Hügelgrab / L1936:5120) Beschreibung ergänzen | Weitere Bilder |
| 10245100140002 | (Karte) | Attmar 14:2             | Attmar 14:2 (Hausfundament / L1936:5667) Beschreibung ergänzen | Weitere Bilder |
| 10245100140003 | (Karte) | Attmar 14:3             | Attmar 14:3 (Hausfundament / L1936:5046) Beschreibung ergänzen | Weitere Bilder |
| 10245100150001 | (Karte) | Attmar 15:1             | Attmar 15:1 (Hügelgrab / L1936:5682) Beschreibung ergänzen | Weitere Bilder |
| 10245100150002 | (Karte) | Attmar 15:2             | Attmar 15:2 (Hügelgrab / L1936:4984) Beschreibung ergänzen | Weitere Bilder |
| 10245100150003 | (Karte) | Attmar 15:3             | Attmar 15:3 (Steinsetzung / L1936:5047) Beschreibung ergänzen | Weitere Bilder |
| 10245100200001 | (Karte) | Attmar 20:1             | Attmar 20:1 (Grab- und Siedlungsfläche / L1936:5611) Beschreibung ergänzen | Weitere Bilder |
| 10245100340001 | (Karte) | Attmar 34:1             | Attmar 34:1 (Hügelgrab / L1936:4767) Beschreibung ergänzen | Weitere Bilder |
| 10245100420002 | (Karte) | Attmar 42:2             | Attmar 42:2 (Hügelgrab / L1936:4743) Beschreibung ergänzen | Weitere Bilder |
| 10245100520001 | (Karte) | Attmar 52:1             | Attmar 52:1 (Steinhügelgrab / L1936:5381) Beschreibung ergänzen | Weitere Bilder |
| 10245100520002 | (Karte) | Attmar 52:2             | Attmar 52:2 (Steinsetzung / L1936:5465) Beschreibung ergänzen | Weitere Bilder |
| 10245100520003 | (Karte) | Attmar 52:3             | Attmar 52:3 (Steinhügelgrab / L1936:5382) Beschreibung ergänzen | Weitere Bilder |
| 10245100530001 | (Karte) | Attmar 53:1             | Attmar 53:1 (Hügelgrab / L1936:5363) Beschreibung ergänzen | Weitere Bilder |
| 10245100530003 | (Karte) | Attmar 53:3             | Attmar 53:3 (Steinsetzung / L1936:4760) Beschreibung ergänzen | Weitere Bilder |
| 10245100540001 | (Karte) | Attmar 54:1             | Attmar 54:1 (Hügelgrab / L1936:4761) Beschreibung ergänzen | Weitere Bilder |
| 10245100710001 | (Karte) | Attmar 71:1             | Attmar 71:1 (Wallburg / L1936:5794) Beschreibung ergänzen | Weitere Bilder |
| 10245100780001 | (Karte) | Attmar 78:1             | Attmar 78:1 (Steinsetzung / L1936:4989) runde (etwa 6 m Durchmesser) Steinsetzung mit bis zu 0,5 m Höhe und mittig mit einer runden (etwa 2 m Durchmesser) Grube; befindet sich ca. 40 m nördlich der Straße "Y 541" bei der Siedlung Norr-Hassel, östlich des Sees Hasselsjön. | Weitere Bilder |
| 10245100790001 | (Karte) | Attmar 79:1             | Attmar 79:1 (Steinhügelgrab / L1936:5457) Beschreibung ergänzen | Weitere Bilder |
| 10245100790002 | (Karte) | Attmar 79:2             | Attmar 79:2 (Hügelgrab / L1936:5456) Beschreibung ergänzen | Weitere Bilder |
| 10245100810001 | (Karte) | Attmar 81:1             | Attmar 81:1 (Hügelgrab / L1936:4812) Beschreibung ergänzen | Weitere Bilder |
| 10245100850001 | (Karte) | Attmar 85:1             | Attmar 85:1 (Steinhügelgrab / L1936:4887) Beschreibung ergänzen | Weitere Bilder |
| 10245100890001 | (Karte) | Attmar 89:1             | Attmar 89:1 (Steinsetzung / L1936:5543) Beschreibung ergänzen | Weitere Bilder |
| 10245101010001 | (Karte) | Attmar 101:1            | Attmar 101:1 (Gräberfeld / L1936:4918) Beschreibung ergänzen | Weitere Bilder |
| 10245101020001 | (Karte) | Attmar 102:1            | Attmar 102:1 (Hügelgrab / L1936:4968) Beschreibung ergänzen | Weitere Bilder |
| 10245101020002 | (Karte) | Attmar 102:2            | Attmar 102:2 (Hügelgrab / L1936:5520) Beschreibung ergänzen | Weitere Bilder |
| 10245101030001 | (Karte) | Attmar 103:1            | Attmar 103:1 (Hügelgrab / L1936:3880) Beschreibung ergänzen | Weitere Bilder |
| 10245101040001 | (Karte) | Attmar 104:1            | Attmar 104:1 (Hügelgrab / L1936:5595) nördliches aus einer Gruppe von 3 Hügelgräber, etwa 8 m Durchmesser und 0,6 m hoch, mittig mit weiter Grube, der östliche Teil vom Fußweg durchtrennt und bewachsen; das Areal befindet sich ca. 900 m nordöstlich der Ortschaft Sörfors etwa 90 m südlich ist die Steinsetzung Attmar 190:1 (L1936:5234) gelegen. | Weitere Bilder |
| 10245101040002 | (Karte) | Attmar 104:2            | Attmar 104:2 (Hügelgrab / L1936:3881) mittleres aus einer Gruppe von 3 Hügelgräber, etwa 4 m Durchmesser und 0,5 m hoch, mittig mit kleiner Grube, westlich mit größeren Stein und bewachsen; das Areal befindet sich ca. 900 m nordöstlich der Ortschaft Sörfors etwa 75 m südlich ist die Steinsetzung Attmar 190:1 (L1936:5234) gelegen. | Weitere Bilder |
| 10245101040003 | (Karte) | Attmar 104:3            | Attmar 104:3 (Hügelgrab / L1936:4893) südliches aus einer Gruppe von 3 Hügelgräber, etwa 6 m Durchmesser und 0,5 m hoch, mittig mit (2 m) Grube, Ostrand beschädigt und mit Bäumen und Sträuchern bewachsen; das Areal befindet sich ca. 900 m nordöstlich der Ortschaft Sörfors etwa 60 m südlich ist die Steinsetzung Attmar 190:1 (L1936:5234) gelegen. | Weitere Bilder |
| 10245101050001 | (Karte) | Attmar 105:1            | Attmar 105:1 (Steinsetzung / L1936:5016) Beschreibung ergänzen | Weitere Bilder |
| 10245101050002 | (Karte) | Attmar 105:2            | Attmar 105:2 (Steinhügelgrab / L1936:5579) Beschreibung ergänzen | Weitere Bilder |
| 10245101050003 | (Karte) | Attmar 105:3            | Attmar 105:3 (Steinsetzung / L1936:5578) Beschreibung ergänzen | Weitere Bilder |
| 10245101050004 | (Karte) | Attmar 105:4            | Attmar 105:4 (Steinsetzung / L1936:5580) Beschreibung ergänzen | Weitere Bilder |
| 10245101060001 | (Karte) | Attmar 106:1            | Attmar 106:1 (Hügelgrab / L1936:4998) Beschreibung ergänzen | Weitere Bilder |
| 10245101060002 | (Karte) | Attmar 106:2            | Attmar 106:2 (Hügelgrab / L1936:4997) Beschreibung ergänzen | Weitere Bilder |
| 10245101060003 | (Karte) | Attmar 106:3            | Attmar 106:3 (Hügelgrab / L1936:5565) Beschreibung ergänzen | Weitere Bilder |
| 10245101070001 | (Karte) | Attmar 107:1            | Attmar 107:1 (Hügelgrab / L1936:4999) Beschreibung ergänzen | Weitere Bilder |
| 10245101080001 | (Karte) | Attmar 108:1            | Attmar 108:1 (Gräberfeld / L1936:5643) Beschreibung ergänzen | Weitere Bilder |
| 10245101090001 | (Karte) | Attmar 109:1            | Attmar 109:1 (Gräberfeld / L1936:5439) Beschreibung ergänzen | Weitere Bilder |
| 10245101100001 | (Karte) | Attmar 110:1            | Attmar 110:1 (Hügelgrab / L1936:4828) Beschreibung ergänzen | Weitere Bilder |
| 10245101110001 | (Karte) | Attmar 111:1            | Attmar 111:1 (Grab- und Siedlungsfläche / L1936:5385) Beschreibung ergänzen | Weitere Bilder |
| 10245101120001 | (Karte) | Attmar 112:1            | Attmar 112:1 (Wallburg / L1936:4695) Beschreibung ergänzen | Weitere Bilder |
| 10245101130002 | (Karte) | Attmar 113:2            | Attmar 113:2 (Hügelgrab / L1936:5019) Beschreibung ergänzen | Weitere Bilder |
| 10245101140001 | (Karte) | Attmar 114:1            | Attmar 114:1 (Hügelgrab / L1936:4587) Beschreibung ergänzen | Weitere Bilder |
| 10245101140002 | (Karte) | Attmar 114:2            | Attmar 114:2 (Hügelgrab / L1936:5001) Beschreibung ergänzen | Weitere Bilder |
| 10245101140003 | (Karte) | Attmar 114:3            | Attmar 114:3 (Hügelgrab / L1936:4586) Beschreibung ergänzen | Weitere Bilder |
| 10245101150001 | (Karte) | Attmar 115:1            | Attmar 115:1 (Hügelgrab / L1936:5767) Beschreibung ergänzen | Weitere Bilder |
| 10245101160001 | (Karte) | Attmar 116:1            | Attmar 116:1 (Gräberfeld / L1936:5205) Beschreibung ergänzen | Weitere Bilder |
| 10245101260001 | (Karte) | Attmar 126:1            | Attmar 126:1 (Steinhügelgrab / L1936:5694) Beschreibung ergänzen | Weitere Bilder |
| 10245101270001 | (Karte) | Attmar 127:1            | Attmar 127:1 (Hügelgrab / L1936:5696) Beschreibung ergänzen | Weitere Bilder |
| 10245101290001 | (Karte) | Attmar 129:1            | Attmar 129:1 (Hügelgrab / L1936:5079) Beschreibung ergänzen | Weitere Bilder |
| 10245101320001 | (Karte) | Attmar 132:1            | Attmar 132:1 (Hügelgrab / L1936:5023) Beschreibung ergänzen | Weitere Bilder |
| 10245101320002 | (Karte) | Attmar 132:2            | Attmar 132:2 (Hügelgrab / L1936:5672) Beschreibung ergänzen | Weitere Bilder |
| 10245101320003 | (Karte) | Attmar 132:3            | Attmar 132:3 (Steinsetzung / L1936:5673) Beschreibung ergänzen | Weitere Bilder |
| 10245101320004 | (Karte) | Attmar 132:4            | Attmar 132:4 (Hügelgrab / L1936:5716) Beschreibung ergänzen | Weitere Bilder |
| 10245101330001 | (Karte) | Attmar 133:1            | Attmar 133:1 (Hügelgrab / L1936:5674) Beschreibung ergänzen | Weitere Bilder |
| 10245101350001 | (Karte) | Attmar 135:1            | Attmar 135:1 (Hügelgrab / L1936:5057) Beschreibung ergänzen | Weitere Bilder |
| 10245101360001 | (Karte) | Attmar 136:1            | Attmar 136:1 (Hügelgrab / L1936:5692) Beschreibung ergänzen | Weitere Bilder |
| 10245101360003 | (Karte) | Attmar 136:3            | Attmar 136:3 (Hügelgrab / L1936:5058) Beschreibung ergänzen | Weitere Bilder |
| 10245101420001 | (Karte) | Attmar 142:1            | Attmar 142:1 (Hügelgrab / L1936:5099) Beschreibung ergänzen | Weitere Bilder |
| 10245101430001 | (Karte) | Attmar 143:1            | Attmar 143:1 (Hügelgrab / L1936:5100) Beschreibung ergänzen | Weitere Bilder |
| 10245101470001 | (Karte) | Attmar 147:1            | Attmar 147:1 (Hügelgrab / L1936:5690) Beschreibung ergänzen | Weitere Bilder |
| 10245101480001 | (Karte) | Attmar 148:1            | Attmar x (Hügelgrab / L1936:5130) Beschreibung ergänzen | Weitere Bilder |
| 10245101670001 | (Karte) | Attmar 167:1            | Attmar 167:1 (Steinsetzung / L1936:5180) Beschreibung ergänzen | Weitere Bilder |
| 10245101670002 | (Karte) | Attmar 167:2            | Attmar 167:2 (Steinsetzung / L1936:5179) Beschreibung ergänzen | Weitere Bilder |
| 10245101670003 | (Karte) | Attmar 167:3            | Attmar 167:3 (Steinsetzung / L1936:5178) Beschreibung ergänzen | Weitere Bilder |
| 10245101670004 | (Karte) | Attmar 167:4            | Attmar 167:4 (Steinsetzung / L1936:5540) Beschreibung ergänzen | Weitere Bilder |
| 10245101730001 | (Karte) | Attmar 173:1            | Attmar 173:1 (Hausfundament / L1936:5430) steinumrandete Terrasse (etwa 15 x 7 m) einer ehemaligen Hausgründung, ca. 120 m nördlich der Nordstraße am Lindsjön (bei Grundstück Norrlindsjö 148, 864 92 Matfors), etwa 4 km westlich Lucksta; bewachsen und mit großen Steinen und Böschung begrenzt, direkt nördlich davon befindet sich die Steinsetzung Attmar 173:2 (L1936:5429). | Weitere Bilder |
| 10245101730002 | (Karte) | Attmar 173:2            | Attmar 173:2 (Steinsetzung / L1936:5429) runde (etwa 3,5 m Durchmesser) Steinsetzung, direkt nördlich der Hausterrasse Attmar 173:1 (L1936:5430), aufgefüllt und bewachsen, leicht beschädigt durch Anbautätigkeiten. | Weitere Bilder |
| 10245101900001 | (Karte) | Attmar 190:1            | Attmar 190:1 (Steinsetzung / L1936:5234) runde (etwa 7 m Durchmesser) Steinsetzung ca. 850 m östlich von Sörfors zwischen den Seen Marmen und Vikarn, bewachsen und tw. aufgefüllt; etwa 60 - 90 m nördlich davon befinden sich die 3 Hügelgräber Attmar 104:1 (L1936:5595), Attmar 104:2 (L1936:3881) und Attmar 104:3 (L1936:4893) | Weitere Bilder |